# Ван дер Парре, Тед
Тед ван дер Парре (род. 21 сентября 1955 года во Влардингене) — бывший стронгмен из Нидерландов, самый сильный человек в мире 1992 года. Он также был четвёртым в World’s Strongest Man 1991 и восьмым в 1994 году, когда, выйдя в финальную часть, получил травму икроножной мышцы на втором упражнении и выбыл из борьбы. На внутренней арене он трижды становился сильнейшим человеком Нидерландов в 1991, 1992 и 1994 годах. Ушёл из спорта в 1996 году.
После окончания карьеры работал тренером, в 2011 году посетил в качестве гостя турнир Сильнейший человек Нидерландов. В 2017 году получил награду за спортивные достижения.
Рост ван дер Парре составлял 213 см, а вес 159 кг — он является самым высоким спортсменом, когда-либо участвовавшим в турнире World’s Strongest Man, а также имеет самый низкий индекс массы тела (35).